# 281년

## 연호
- 서진(西晉) 태강(太康) 2년

## 기년
- 서진(西晉) 무제(武帝) 17년
- 신라(新羅) 미추 이사금(味鄒泥師今) 20년
- 고구려(高句麗) 서천왕(西川王) 12년
- 백제(百濟) 고이왕(古爾王) 48년

## 사건
- 음력 1월, 신라, 홍권(弘權)을 이찬으로 양질(良質)을 일길찬으로, 광겸(光謙)을 사찬으로 각각 벼슬을 내렸다.
- 음력 2월, 신라 왕, 시조묘를 뵈었다.
- 음력 9월, 양산(楊山) 서쪽에서 크게 사열(査閱)하였다.

## 참고 문헌
- 김부식 (1145). 〈권02 미추 이사금 條〉. 《삼국사기》.